# Baiasi
Amin-Eddin Abu Zacarías Jahya Ben Ismael el Andalusy, llamado Baiasi, fue un médico árabe español del siglo XII que en su juventud fue a Damasco a estudiar medicina, matemáticas y mecánica. 
Asistió a Saladino en una larga enfermedad librándole de la muerte, por lo que este último se lo agradeció con una pensión vitalicia.
Es autor de varios libros de medicina.
- Datos: Q5716584